# Helene von Roeder

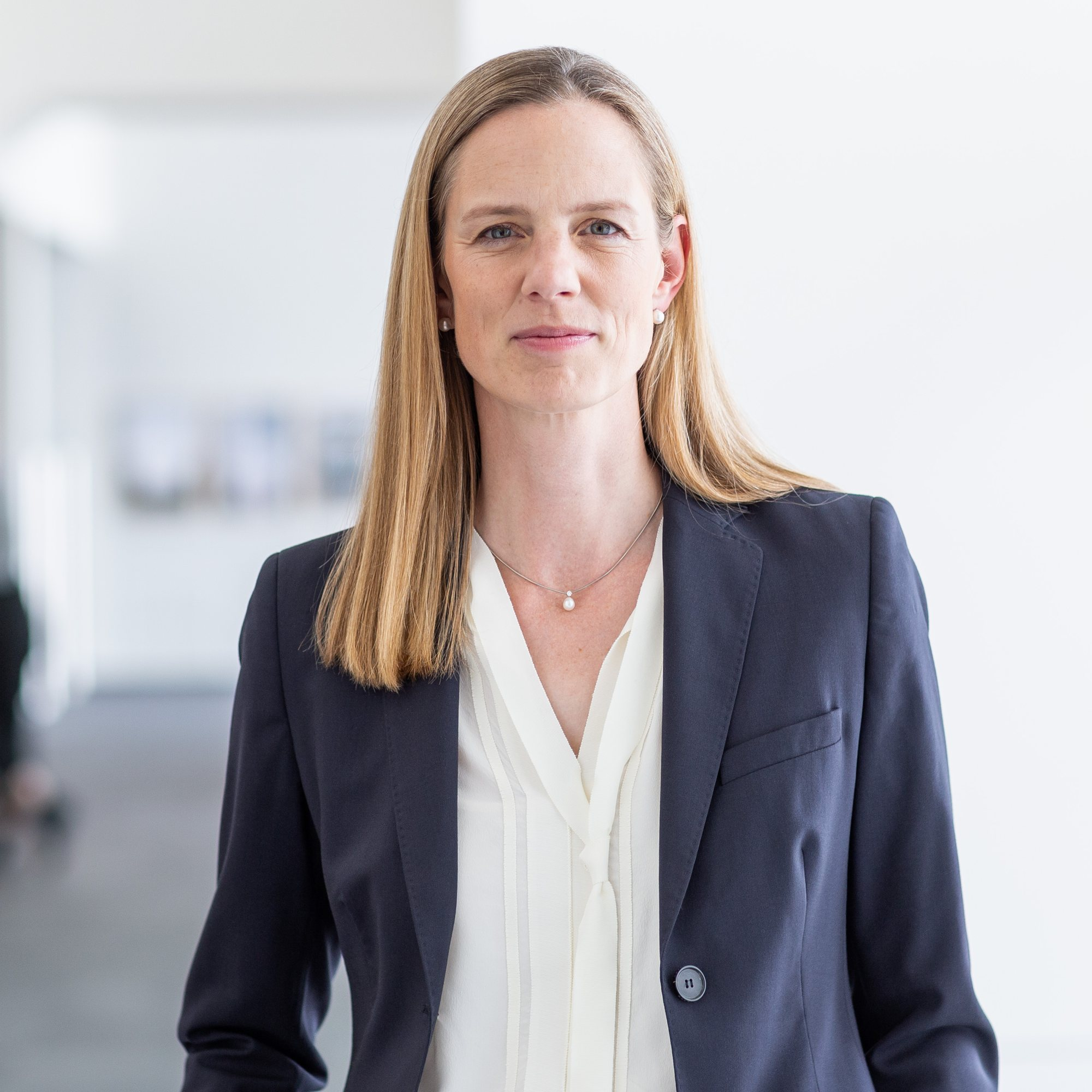
Helene von Roeder (2019)

Helene Freifrau Roeder von Diersburg, kurz Helene von Roeder, geborene Kley (* 5. Juni 1970 in Heidelberg) ist eine deutsche Managerin. Von 2018 bis 2023 gehörte sie dem Vorstand von Vonovia an und verantwortete dort das Ressort für Digitalisierung und Innovation. Seit Juli 2023 gehört sie der Geschäftsleitung von Merck an und verantwortet dort als Chief Financial Officer (CFO) das Ressort Finanzen.

## Herkunft
Helene von Roeder entstammt einer Managerfamilie: Ihr Vater ist Max Dietrich Kley, ihr Großvater war Gisbert Kley. Bei Karl-Ludwig Kley handelt es sich um ihren Onkel.
Von 1989 bis 1993 studierte von Roeder theoretische Physik an der Ludwig-Maximilians-Universität München. Anschließend wechselte sie an das Trinity College der University of Cambridge, wo sie 1994 ihr Studium der theoretischen Astrophysik mit einem Master of Philosophy abschloss.
Von Roeder ist verheiratet und hat drei Kinder.

## Karriere

### Finanz- und Bankensektor
Die berufliche Laufbahn startete von Roeder 1995 im Risikocontrolling der Deutschen Bank in Frankfurt am Main. Im Jahr 2000 nahm sie eine Tätigkeit bei der UBS auf und beschäftigte sich dort unter anderem mit alternativen Finanzierungsformen für Start-up-Unternehmen.
2004 kam von Roeder nach einer kurzen Zwischenstation bei Merrill Lynch schließlich als Executive Director zu Morgan Stanley. Ab 2012 zuständig für das Kapitalmarktgeschäft in Deutschland und Österreich, rückte sie 2013 in den regionalen Vorstand der Bank auf. Zu ihren Projekten als Investmentbankerin zählten beispielsweise der Börsengang der Kion Group und die Veräußerung der Daimler-Anteile an EADS.
2014 wechselte von Roeder als Chief Executive Officer (CEO) für Deutschland, Österreich und Zentraleuropa zur Credit Suisse. In dieser Position verantwortete sie das gesamte Geschäft in der Region und war Mitglied der internationalen Geschäftsleitung. Sie beschäftigte sich unter anderem mit dem Umbau des Investmentbankings.

### Immobilienwirtschaft
Anfang 2018 gab der Immobilienkonzern Vonovia bekannt, von Roeder als Vorstandsmitglied zu verpflichten. Ihre Berufung war Teil mehrerer Veränderungen im Management. Zunächst sollte von Roeder das Controlling übernehmen, später wurde ihr die Verantwortung für die gesamten Finanzen von Vonovia übertragen. In der neuen Position des Chief Financial Officer (CFO) zog von Roeder auch in den Aufsichtsrat der österreichischen Tochter Buwog ein und übernahm Kontrollfunktionen in weiteren Tochtergesellschaften.
Als Vorstandsmitglied für Finanzen war von Roeder maßgeblich an der Übernahme der Deutsche Wohnen im Jahr 2021 beteiligt. In Rahmen der Zusammenführung beider Konzerne kam es zu einem Umbau des Vorstands: Anfang 2022 übernahm von Roeder als Chief Transformation Officer (CTO) die Verantwortung für Digitalisierung und Innovation bei Vonovia.

### Pharma- und Technologiesektor
Zum Juli 2023 wechselte Roeder als Finanzchefin zur Merck KGaA. Von 2019 an saß Roeder 2019 im Aufsichtsrat der Merck KGaA und außerdem im Gesellschafterrat der E. Merck KG. Sie war zudem Vorsitzende des Prüfungs- und Finanzausschusses. Mit der Ankündigung ihres Eintritts in die Geschäftsleitung trat sie von den bisherigen Funktionen bei Merck zurück.

## Weitere Mandate
- von 2019 bis Mai 2023: Mitglied des Aufsichtsrats und des Gesellschafterrats, Merck[20]
- von 2020 bis 2023: Mitglied der Regierungskommission, Deutscher Corporate Governance Kodex[21]

Von Roeder gehörte dem Netzwerk „Generation CEO“ an, das sich gezielt für die Verbesserung der Situation von weiblichen Führungskräften in Spitzenpositionen einsetzt.